# Cynisca degrysi
Cynisca degrysi är en ödleart som beskrevs av  Arthur Loveridge 1941. Cynisca degrysi ingår i släktet Cynisca och familjen Amphisbaenidae. Artepitet i det vetenskapliga namnet hedrar zoologen Pedro de Grys.
Artens utbredningsområde är Sierra Leone. Inga underarter finns listade i Catalogue of Life. Det är inget känt om populationens storlek och möjliga hot. IUCN listar arten med kunskapsbrist (DD).